# Entephria constricta
Entephria constricta är en fjärilsart som beskrevs av Louis Beethoven Prout 1905. Entephria constricta ingår i släktet Entephria och familjen mätare. Inga underarter finns listade i Catalogue of Life.